# Yasuyuki Kuwahara
Yasuyuki Kuwahara (Prefettura di Hiroshima, 22 dicembre 1942 – 1º marzo 2017) è stato un calciatore giapponese, di ruolo attaccante.

## Statistiche

### Presenze e reti nei club
| Stagione | Squadra           | Campionato | Campionato | Campionato |
| Stagione | Squadra           | Comp       | Pres       | Reti       |
| -------- | ----------------- | ---------- | ---------- | ---------- |
| 1965     | Toyo Kogyo        | JSL        | 13         | 7          |
| 1966     | Toyo Kogyo        | JSL        | 14         | 9          |
| 1967     | Toyo Kogyo        | JSL        | 13         | 11         |
| 1968     | Toyo Kogyo        | JSL        | 14         | 8          |
| 1969     | Toyo Kogyo        | JSL        | ?          | 5          |
| 1970     | Toyo Kogyo        | JSL        | 14         | 9          |
| 1971     | Toyo Kogyo        | JSL        | ?          | 4          |
| 1972     | Toyo Kogyo        | JSL1       | ?          | 0          |
|          | Totale Toyo Kogyo |            | 94         | 53         |